# ما واقعاً عاشق بودیم؟
ما واقعاً عاشق بودیم؟ (انگلیسی: Did We Really Love?؛‏ کره‌ای: 우리가 정말 사랑했을까) یک مجموعه تلویزیونی محصول کره جنوبی سال ۱۹۹۹ است. در این مجموعه به یونگ جون و کیم هه سو ایفای نقش کردند و داستان کشمکش‌های میان عشق، خوشبختی و جستجوی موفقیت‌های مادی را روایت می‌کند. ما واقعاً عاشق بودیم؟ از ۲۷ ژانویه تا ۲۵ مه ۱۹۹۹ از ام‌بی‌سی برای ۴۴ قسمت پخش شد.